# Йосипівська сільська рада (Овідіопольський район)
Йосипівська сільська рада — колишня   адміністративно-територіальна одиниця та орган місцевого самоврядування в Овідіопольському районі Одеської області. Адміністративний центр — село Йосипівка.

## Загальні відомості
- Територія ради: 42,39 км²
- Населення ради: 1 843 особи (станом на 2001 рік)
- Територією ради протікає річка Барабой

## Населені пункти
Сільській раді були підпорядковані населені пункти:
- с. Йосипівка
- с. Лібенталь

## Населення
Згідно з переписом УРСР 1989 року чисельність наявного населення села становила 1889 осіб, з яких 882 чоловіки та 1007 жінок.
За переписом населення України 2001 року в селі мешкало 1846 осіб.

### Мова
Розподіл населення за рідною мовою за даними перепису 2001 року:
| Мова       | Відсоток |
| ---------- | -------- |
| українська | 87,90 %  |
| російська  | 9,55 %   |
| молдовська | 0,98 %   |
| болгарська | 0,60 %   |
| білоруська | 0,54 %   |
| гагаузька  | 0,22 %   |
| німецька   | 0,05 %   |

## Склад ради
Рада складалася з 16 депутатів та голови.
- Голова ради: Петренко Лариса Леонідівна
- Секретар ради: Олініченко Оксана Василівна

### Керівний склад попередніх скликань
| Прізвище, ім'я, по батькові | Основні відомості                                                 | Дата обрання | Дата звільнення |
| --------------------------- | ----------------------------------------------------------------- | ------------ | --------------- |
| Глущенко Микола Миколайович | Сільський голова, 1967 року народження, безпартійний              | 26.03.2006   | 31.10.2010      |
| Петренко Лариса Леонідівна  | Сільський голова, 1965 року народження, освіта вища, позапартійна | 31.10.2010   |                 |

Примітка: таблиця складена за даними сайту Верховної Ради України

### Депутати
За результатами місцевих виборів 2010 року депутатами ради стали:

#### За суб'єктами висування
| Суб'єкт висування | Кількість обраних депутатів | %    |
| ----------------- | --------------------------- | ---- |
| Партія регіонів   | 10                          | 62,5 |
| Самовисування     | 6                           | 37,5 |

#### За округами
| № округу        | Прізвище, ім'я, по батькові   | Дата визнання обраним | Освіта             | Партійна приналежність                        | Відомості про обраного депутата                                        |
| --------------- | ----------------------------- | --------------------- | ------------------ | --------------------------------------------- | ---------------------------------------------------------------------- |
| Партія регіонів |                               |                       |                    |                                               |                                                                        |
| 1               | Морозова Галина Олександрівна | 04.11.2010            | вища               | позапартійна                                  | тимчасово не працює                                                    |
| 3               | Чеканова Ольга Григорівна     | 04.11.2010            | вища               | позапартійна                                  | тимчасово не працює                                                    |
| 6               | Шаповалова Тетяна Анатоліївна | 04.11.2010            | середня спеціальна | позапартійна                                  | тимчасово не працює                                                    |
| 7               | Смоляна Наталія Миколаївна    | 04.11.2010            | вища               | член Партії регіонів                          | Інфокс-водканал, інженер                                               |
| 8               | Горбань Ольга Іванівна        | 04.11.2010            | вища               | позапартійна                                  | Йосипівський дошкільний навчальний заклад, вихователь                  |
| 10              | Драганенко Тетяна Михайлівна  | 04.11.2010            | середня спеціальна | позапартійна                                  | Йосипівська сільська рада, касир-рахівник                              |
| 11              | Бондарук Олена Михайлівна     | 04.11.2010            | середня спеціальна | позапартійна                                  | Йосипівська сільська рада, секретар                                    |
| 12              | Чекой Пелагея Іванівна        | 04.11.2010            | вища               | позапартійна                                  | Йосипівська загальноосвітня школа, вчитель                             |
| 14              | Колонтай Григорій Кузьмич     | 04.11.2010            | середня спеціальна | позапартійний                                 | Йосипівська загальноосвітня школа, тех. працівник                      |
| 16              | Ковальчук Микола Миколайович  | 04.11.2010            | середня спеціальна | позапартійний                                 | Йосипівський будинок культури, директор                                |
| Самовисування   |                               |                       |                    |                                               |                                                                        |
| 2               | Вудвуд Олександр Миколайович  | 04.11.2010            | вища               | позапартійний                                 | Одеський національний політехнічний університет, асистент              |
| 4               | Кошель Олександр Васильович   | 04.11.2010            | середня            | член Всеукраїнського об'єднання «Батьківщина» | У. З. З."БК"с. М Долина, охоронець                                     |
| 5               | Грицак Лідія Григорівна       | 04.11.2010            | середня спеціальна | позапартійна                                  | ООО «Агрокультура», управляюча                                         |
| 9               | Ваймер Сергій Клементійович   | 04.11.2010            | середня спеціальна | позапартійний                                 | КП «Міжнародний аеропорт» м. Одеса, інструктор з протипожежної безпеки |
| 13              | Нікіфоров Анатолій Борисович  | 04.11.2010            | середня            | позапартійний                                 | тимчасово не працює                                                    |
| 15              | Делікатний Сергій Миколайович | 04.11.2010            | середня            | позапартійний                                 | державний Департамент України м. Одеса, молодший інспектор — кінолог   |